# Leon Barmore
William Leon Barmore , (nacido el 3 de junio de 1944 en Ruston, Luisiana) es un entrenador de baloncesto estadounidense que ejerció en la NCAA femenina.

## Trayectoria
- Ruston High School
- Louisiana Tech Bulldogs (1977-1980), (Ayudante)
- Louisiana Tech Bulldogs (1980-2002)
- Universidad de Baylor (2008-2011)